# 에키노리누스속
에키노리누스속(Echinorhinus)은 돔발상어목에 속하는 상어 속의 하나이다. 에키노리누스과(Echinorhinidae)의 유일속으로 2종으로 이루어져 있다. 학명은 "가시"를 의미하는 그리스어 "에키노스"(echinos)와 "코"를 의미하는 "리노스"(rhinos)의 합성어에서 유래했다. 에키노리누스속에 속하는 2종은 크게 알려져 있지 않은 상어이다. 전세계의 냉대 해역부터 열대 해역의 표층 900m 이내의 수역에서 발견된다.

## 하위 종
- Echinorhinus brucus Bonnaterre, 1788
- Echinorhinus cookei Pietschmann, 1928